# ロマンス (PENICILLINの曲)
「ロマンス」は、PENICILLINの6枚目のシングル。1998年1月15日にイーストウエスト・ジャパン（現：ワーナーミュージック・ジャパン）から発売された。

## 解説
イーストウエスト・ジャパンへのレコード会社移籍第1弾シングル。このシングルから、再び重盛美晴がプロデューサーを担当している。インディーズ時代の未発表曲「ROMANCE」とは全くの別物である。オリコン最高4位、累計は自己最大90万枚の大ヒットを記録した。
2000年から2001年にかけて、TBS系『学校へ行こう!』の「東京ラブストーリー」コーナーにて、マサーシーという当時人気のあった東大生がこの曲を好んで歌い、人気を博したことも知られている。
2021年シーズンより中日ドラゴンズのマスコット・ドアラのバック転タイムのテーマ曲に採用されている。

## 収録曲
（全作詞：HAKUEI、作曲：PENICILLIN、編曲：PENICILLIN&重盛美晴）
1. ロマンス [4:53]
TBS系アニメ『セクシーコマンドー外伝 すごいよ!!マサルさん』オープニングテーマ。オープニング映像では当楽曲のプロモーションビデオが数秒挿入されているが、これは作画中に歌の尺に合わせてコンテを切っていたらカット数が足りなくなってしまいやむなくプロモーションビデオを挿入してその場を凌いだ結果であると制作スタッフから語られている。
2. Tomorrow [5:09]
3. ロマンス（without vox）

## 収録アルバム
| 曲名                | アルバム                                                | 発売日         | 備考                   |
| ------------------- | ------------------------------------------------------- | -------------- | ---------------------- |
| ロマンス            | Ultimate Velocity                                       | 1998年10月21日 | 5thオリジナルアルバム  |
| ロマンス            | THIS IS PENICILLIN 1994-1999                            | 1999年10月6日  | ベスト・アルバム       |
| ロマンス            | SINGLES                                                 | 2001年2月21日  | シングル・コレクション |
| ロマンス            | 30-thirty- Universe                                     | 2023年2月1日   | ベスト・アルバム       |
| Tomorrow            | Ultimate Velocity                                       | 1998年10月21日 | 5thオリジナルアルバム  |
| Tomorrow            | 30-thirty- Universe                                     | 2023年2月1日   | ベスト・アルバム       |
| ロマンス-20th ver.- | 20th Anniversary Fan Selection Best Album DRAGON HEARTS | 2012年4月12日  | ベスト・アルバム       |

## カバー
2006年にHAKUEIと千聖が結成した期間限定ユニットnanoで曲をアレンジしてセルフカバーしている（5thシングル『I believe』のC/W）。また、nanoの1stアルバム『unborn child's dream』にも収録された。
女性ファッション誌「JELLY」のトップモデル・高橋真依子と、モデル仲間の渡辺望との女性デュオ・anjuを結成した際の着うたから配信されるデビュー曲「eye love you〜ロマンス〜」は、リメークソングであり、男性が女性への切ない想いを歌うロック調の原曲に対し、R&B調のリメーク版は同じ歌詞で女性が男性に愛を伝える曲調となっている。高橋真依子もよく聴いていた曲であって、HAKUEIと共演出来た事にとても感激したそうで、HAKUEIも「原曲との違いを楽しんで貰いたい」とPRしている。
　
「ロマンス」
- 柿原徹也（2007年）- 『百歌声爛 男性声優編』（アニソンカバーメドレーの一部として収録。）
- misa26時（2009年） - 『Piereccing HOUSE』収録
- アンド（2011年） - オムニバスアルバム『CRUSH! -90's V-Rock best hit cover songs-』収録
- Gantz（2011年） - 『V-ROCK Symphony』収録
- インザーギ（2012年） - 『Visualist ～Precious Hits of V-Rock Cover Song～』収録
- 樹威（2012年） - オムニバスアルバム『Counteraction -V-Rock covered Visual Anime songs Compilation-』収録
- FEST VAINQUEUR（2012年） - 『GENERATION』収録
- 内田彩（2012年）- 『百歌声爛|新・百歌声爛II 女性声優編』（アニソンカバーメドレーの一部として収録。）
- 新妻エイジ（CV.岡本信彦）（2013年） - キャラクターソングアルバム『TVアニメ バクマン。キャラクターカバーソングアルバム UTAMAN』収録
- BOYS AND MEN（2016年） - 『Power Of Dream』収録（フォーチュンオールスターズ名義シングル。同シングル内派生ユニット「OSAMU」にてカバー）
- わらじ（河西健吾＆寺島惇太）（2017年） - オムニバスアルバム『DOUBLE DARE COVERS』収録
- M.O.E.（羽多野渉・寺島拓篤）（2019年）-『あの頃の想いがはじけるCD』収録

| 頭サビ | 頭サビ         | → | 1Aメロ・1Bメロ | 1Aメロ・1Bメロ | → | 1サビ | 1サビ          | → | 2Aメロ・2Bメロ | 2Aメロ・2Bメロ |
|        | 嬰ニ短調 (D♯m) | → |                | 嬰ヘ短調 (F♯m) | → |       | 嬰ニ短調 (D♯m) | → |                | 嬰ヘ短調 (F♯m) |

| 2サビ | 2サビ          | → | 間奏 | 間奏        | → | 大サビ | 大サビ         |
|       | 嬰ニ短調 (D♯m) | → |      | ホ短調 (Em) | → |        | 嬰ニ短調 (D♯m) |